# Ryan O'Connell
Ryan O'Connell (2 settembre 1986) è un attore, sceneggiatore, comico e regista statunitense.

## Biografia
Ryan O'Connell è nato in California con una forma lieve di paralisi cerebrale infantile, che lo ha costretto a subire una dozzina di procedure chirurgiche durante l'infanzia. Successivamente fu investito da un'auto quando aveva vent'anni, causandogli una sindrome compartimentale. In seguito si è trasferito a New York per studiare a The New School.
Dopo gli studi ha lavorato come blogger per tre anni, scrivendo per Vice e BuzzFeed, ma anche scrivendo pubblicazioni per Medium e The New York Times. Nel 2015 si è trasferito a Los Angeles e ha cominciato a lavorare come sceneggiatore di Diario di una nerd superstar. Nello stesso anno ha pubblicato la sua autobiografia I'm Special: And Other Lies We Tell Ourselves. Le sue memorie sono servite come spunto per la serie televisiva di Netflix Special, che O'Connell ha prodotto, co-sceneggiato e interpretato tra il 2019 e il 2021, ricevendo due candidature ai Primetime Emmy Award. Inoltre è stato story editor del reboot di Will & Grace nel 2018.
È dichiaratamente gay e impegnato in una relazione con Jonathan Parks-Ramage dal 2015.

## Filmografia

### Sceneggiatore
- Red Hook, regia di Wil Shriner – film TV (2012)
- Diario di una nerd superstar (Awkward) – serie TV, 15 episodi (2014-2016)
- Daytime Divas – serie TV, 6 episodi (2017)
- Will & Grace – serie TV, 16 episodi (2017-2018)
- Special – serie TV, 16 episodi (2019-2021)
- Il club delle babysitter (The Baby-Sitters Club) – serie TV, 2 episodi (2021)
- Queer as Folk – serie TV, 2 episodi (2022)

### Attore
- The Normal Heart, regia di Paris Barclay (2021) Uscito in home video
- Special – serie TV, 16 episodi (2019-2021)
- Queer as Folk – serie TV, 8 episodi (2022)

## Opere letterarie
- I'm Special: And Other Lies We Tell Ourselves, New York, Simon & Schuster, 2015. ISBN 978-1476700403